# 김봉열 (국악인)
김봉열(1913년 ~ 1995년)은 대한민국의 국악인이다. 전북 진안에서 태어났다. 김인철에게서 굿치는 것을 배웠다. 그의 가락은 현재 호남 좌도가락의 맥을 잇고 있다.